# Séjoumi (délégation)
Séjoumi est une délégation tunisienne dépendant du gouvernorat de Tunis.
En 2004, elle compte 36 171 habitants dont 18 106 hommes et 18 065 femmes répartis dans 7 700 ménages et 7 190 logements.

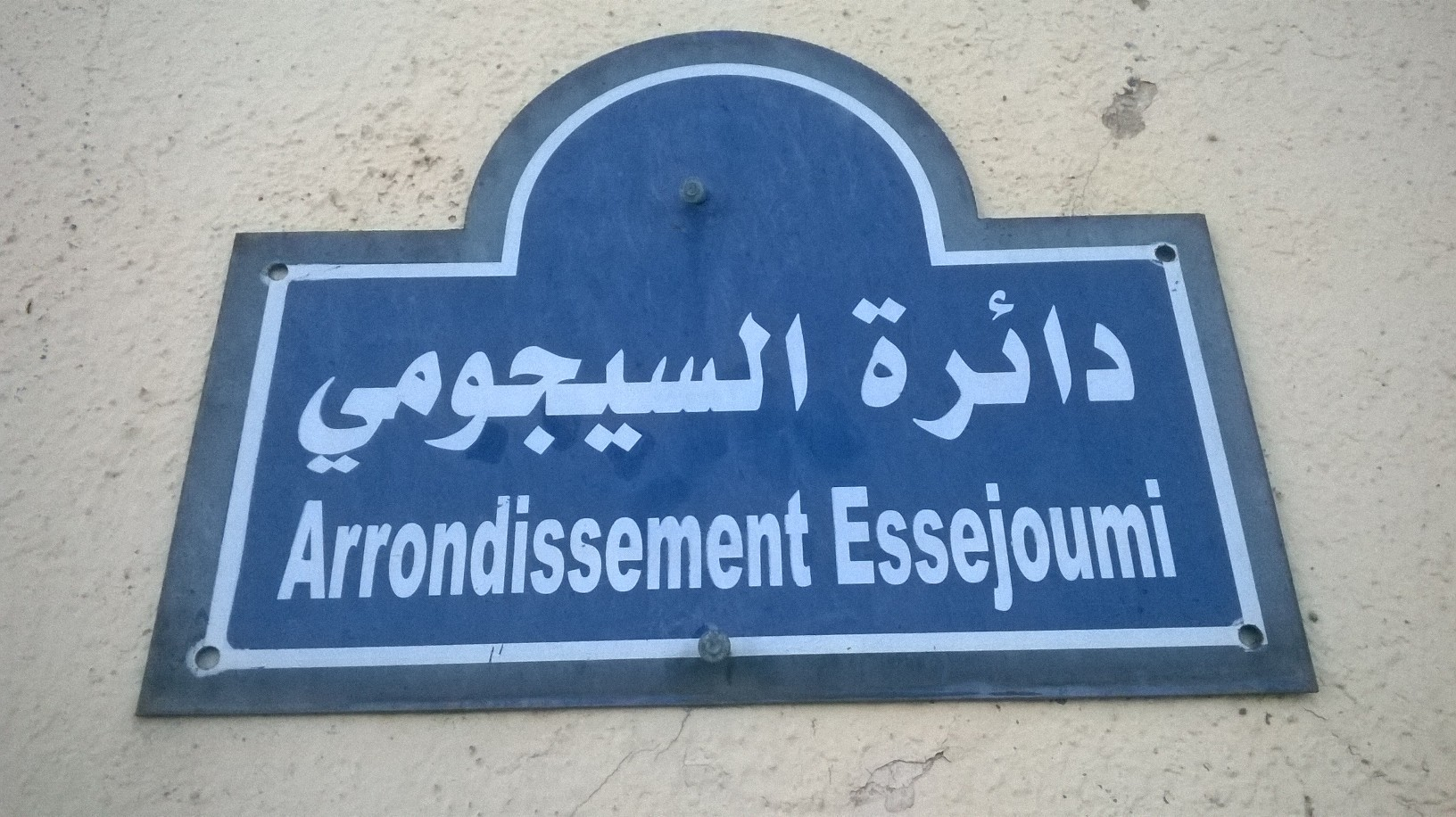
Plaque indiquant l'arrondissement de Séjoumi

Elle comporte un certain nombre de quartiers dont la cité Helal et Mellassine.

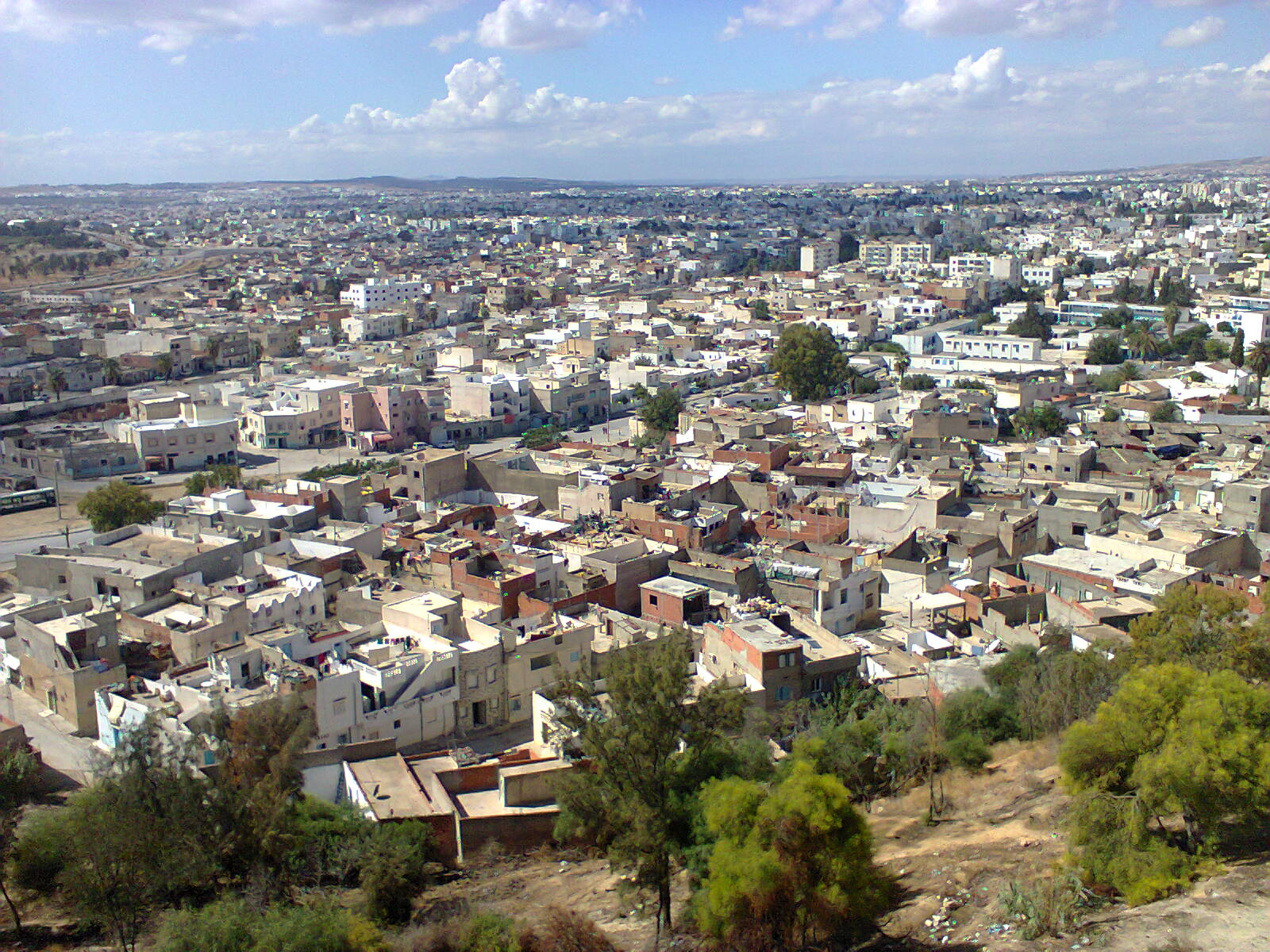
Quartier de Mellassine

Elle est délimitée par la délégation de Bab Souika au nord, la sebkha Séjoumi au sud, les délégations d'El Ouardia, de Sidi El Béchir et de la Médina à l'est et la délégation d'Ezzouhour à l'ouest.